# 黃燕尾鮗
黃燕尾鮗（学名：Assessor flavissimus）為輻鰭魚綱鱸形目鱸亞目七夕魚科的其中一種，分布於中西太平洋區的大堡礁海域，棲息深度5-20公尺，體長可達5.5公分，棲息在珊瑚礁區的洞穴中，屬肉食性，雄魚有護卵的行為，可作為觀賞魚。